# Бред Райт
Бред Райт (англ. Brad Wright; нар. 2 травня 1961) — канадський телевізійний продюсер, сценарист і актор. Найбільш відомий як один з творців телесеріалів Зоряна брама: SG-1 (разом з Джонатаном Глесснером), Зоряна брама: Атлантида (з Робертом Купером) і Зоряна брама: Всесвіт (також з Купером) та творцем серіалу Мандрівники. Він народився в Торонто, Онтаріо, Канада.
До початку франшизи Зоряна брама, він був співвиконавчим продюсером і автором сценарію серіалу За межею можливого. Райт також написав сценарії для декількох інших телесеріалів в тому числі Neon Rider, Пригоди чорного жеребця, Одіссей, Горець і Полтергейст: Спадщина.

## Кар'єра
Він двічі з'являвся в телесеріалі Зоряна брама: SG-1 (100-й і 200-й епізоди).
У квітні 2007 року на знак визнання його зусиль з розвитку канадського письменницького таланту та визнання його роботи як первинної творчої сили, Райт був нагороджений першою «Showrunner Award» в Торонто. У липні того ж року, він виграв у 2007 році Сузір'я в номінації «Найкращий фантастичний сценарій 2006» за епізод «200».
У кінці березня 2009 року Райт був номінований на премію Nebula за «Найкращий сценарій». Номінувався за епізод п'ятого сезону Зоряна брама: Атлантида «Храм».
Райт буде спільно писати сценарій для третього фільму Stargate SG-1 з Карлом Біндером.

### Фільми
| Назва                       | Рік  | Залучений як | Залучений як   |
| Назва                       | Рік  | Продюсер     | Автор сценарію |
| --------------------------- | ---- | ------------ | -------------- |
| Зоряна брама: Ковчег правди | 2008 | Так          | Ні             |
| Зоряна брама: Безмежність   | 2008 | Так          | Так            |

### Телебачення
Числа у дужках у стовпчику «Автор сценарію» позначають кількість серій.
| Назва                   | Рік       | Залучений як | Залучений як   | Залучений як          | Мережа           | Примітки                                                                              |
| Назва                   | Рік       | Creator      | Автор сценарію | Ексклюзивний продюсер | Мережа           | Примітки                                                                              |
| ----------------------- | --------- | ------------ | -------------- | --------------------- | ---------------- | ------------------------------------------------------------------------------------- |
| Пригоди чорного жеребця | 1990      | Ні           | Так (3)        | Ні                    | YTV              |                                                                                       |
| Neon Rider              | 1990–94   | Ні           | Так (18)       | Ні                    | CTV YTV          |                                                                                       |
| Лицар назавжди          | 1992–93   | Ні           | Так (3)        | Ні                    | CBS              |                                                                                       |
| Нортвуд                 | 1993      | Ні           | Так (2)        | Ні                    | CBC Television   |                                                                                       |
| Одіссей                 | 1994      | Ні           | Так (3)        | Ні                    | CBC Television   |                                                                                       |
| Горець                  | 1994      | Ні           | Так (1)        | Ні                    |                  |                                                                                       |
| Медісон                 | 1994      | Ні           | Так (2)        | Ні                    | Global           |                                                                                       |
| За межею можливого      | 1995–2002 | Ні           | Так (20)       | Ні                    | Showtime Syfy    | наглядовий продюсер (1996: 21 епізоди), співвиконавчий продюсер (1996–98: 23 епізоди) |
| Полтергейст: Спадщина   | 1996–97   | Ні           | Так (3)        | Ні                    | Showtime         |                                                                                       |
| Зоряна брама: SG-1      | 1997–2007 | Так          | Так (40)       | Так                   | Showtime Syfy    |                                                                                       |
| Зоряна брама: Атлантида | 2004–09   | Так          | Так (11)       | Так                   | Syfy             |                                                                                       |
| Зоряна брама: Всесвіт   | 2009–11   | Так          | Так (9)        | Так                   | Syfy             |                                                                                       |
| Мандрівники             | 2016–18   | Так          | Так (7)        | Так                   | Showcase Netflix |                                                                                       |